# Vecoux
Vecoux är en kommun i departementet Vosges i regionen Grand Est (tidigare regionen Lorraine) i nordöstra Frankrike. Kommunen ligger i kantonen Remiremont som tillhör arrondissementet Épinal. År 2022 hade Vecoux 863 invånare.

## Befolkningsutveckling
Antalet invånare i kommunen Vecoux
| Referens: INSEE |